# 日下七海
日下 七海（くさか ななみ、1995年（平成7年）12月27日 - ）は、日本の女優。中国琵琶奏者。大阪府出身。所属事務所はスタジオオーデュボン。劇団「安住の地」所属。

## 人物
立命館大学文学部卒業。
母の勧めで幼少期から中国琵琶の演奏を始めた。俳優や中国琵琶演奏のほか、ダンスやモデルなど幅広く身体表現活動を行っている。
あだ名は「ナディ」。かつては自分を「なな」と呼んでいたが、同級生からのイジりがトラウマとなり「私」と言うようになった（なおトラウマは現在克服）。

## 出演[3]

### テレビ
- 京のキラ星 (2015年07月09日)（NHK京都）
- ヨーロッパ企画の暗い旅（KBS京都）
  - #194「酒井のロボ実験映画を二度と見ない旅」(2019年2月2日) - ヘッドセットガール役
  - #203「酒井にメガホンをおいてほしい旅」(2019年6月8日) - ヘッドセットガール役
  - #206「ゲームムービーアワードの旅」(2019年7月20日放送) - ヘッドセットガール役
  - #207「トラウマ克服劇団４の旅」(2019年8月3日)
  - #216「◯妙ムービーアワードの旅」(2019年12月7日)
  - #227「100人でだし巻きを食べる旅・前編」(2020年4月25日）
  - #228「100人でだし巻きを食べる旅・後編」(2020年5月9日）
  - #230「グラビティ・オペラをリミックスする旅・後編」(2020年6月20日) - クルー1役
- 探偵!ナイトスクープ (2019年4月19日)（朝日放送）
- ヨーロッパ企画のYou宇宙be（フジテレビ）
  - 「はつめけ！イコちゃん」第1話（2020年11月27日）
  - 「はつめけ！イコちゃん」第2話（2021年1月30日）
  - 「ナディちゃんははつめかない」（2021年2月27日）
  - 「イコちゃん×A.I.棒 -ドクトル・ムウの野望-」（2021年3月31日）

### 映画
- えっと、＠創造主、ふわり終末感、feat.世界。（監督・岡本昌也）
- 打つ！涙なむ ～お友だち見つけたら、なんと！？～（監督・黒木正浩）(2018)
- 僕のパ、あなたのパ（監督・藤木裕介）(2020)
- 美食人工知能ＮＯＤＡ（監督・酒井善史）(2020)
- 光の輪郭と踊るダンス（監督・岡本昌也）(2021)
- オードリーによろしく（監督・加藤綾佳）(2021)
- うつぶせのまま踊りたい（監督・岡本昌也）(2023)

### ウェブ

#### 安住の地
- 『異郷を羽織るーDrape the Strange landー』かながわ短編演劇アワード (2020)
- 「ほうら！笑顔がひいっふうっみいっ！」プレイ！シアター at HOME 2020 (2020)

#### その他
- コメディアス『Bの悲劇』(2019)
- 日下七海のコメディ道場 (2019)
- ヨーロッパ企画『京都妖気保安協会』
  - ケース1「嵐電トランスファー」(2020年7月24日)
    - ヨーロッパ企画の生配信「嵐電トランスファー」アフタートーク (2020年8月11日)

  - ケース2「西陣ピクセルシャドー」(2020年8月16日)
    - ヨーロッパ企画の生配信「西陣ピクセルシャドー」アフタートーク (2020年9月8日)

  - ケース4「鴨川ミッドサマードリーム」(2020年9月26日)

- IN THE ROOM『出られない人々』(2020)
- TOKIMEKI CHAT STORY 〜恋する2月のダイアログ〜 (2021)

### 映像
- トライコット『Mosquitone 』MV
- umbrella『リビドー』MV
- バカがミタカッタ世界。『夜明けのダンサー』MV

### 舞台

#### 安住の地
- 第1回公演WIP『生成』(2017)
- 第2回本公演『来世のご縁ということで』(2018)
- 『してない方のこちらから』(2018)
- PLOW#1『impedance mismatch』(2018)
- 第3回本公演『ポスト・トゥルースクレッシェンド・ポリコレパッショナートフィナーレ！』(2019)
- 安住の地とバカがミタカッタ世界。『岸辺にて』(2019)
- 第5回本公演『であったこと』(2020)
- 『やきいものや！ はやさしいのや！』(2020)
- 『ボレロの遡行』(2021)

#### その他
- 維新派
  - 『透視図』(2014)
  - 『トワイライト』(2015)
  - 『アマハラ』(2016)
  - 『AMAHARAー當臺灣的灰牛拉背時』(2017)

- 人間座 第62回公演『幽霊はここにいる』(2016)

- おちょちょ『THE FOREST』(2016)
- synopsis #1『salamandra』(2017)
- 劇団どくんご幕間ミュージカル『かなしくってもお花はきれい？〜みんなで笑おういち、にい、さん〜』(2019)
- ヨーロッパ企画 第39回公演『ギョエー！旧校舎の77不思議』(2019)
- 吉田寮食堂大演劇『三文オペラ』(2019)
- 泊まれる演劇『STRANGE NIGHT』(2020)
- 『夜は短し歩けよ乙女』(2021)
- 舞台『鴨川ホルモー、ワンスモア』（2024）
- 楽屋～流れ去るものはやがてなつかしき（2025）

### ラジオ
- 『NISSAN あ、安部礼司 ～ BEYOND THE AVERAGE ～』内 ラジオCM
- 『こちらヨーロッパ企画福岡支部』出演（「ハツコイカクテル」執筆）（LOVE FM）
- ラジオドラマ『ラヴィーナ＆メゾン STORY FOR TWO』（kiss-FM KOBE）
- ヨーロッパ企画のブロードウェイラジオ！
  - 第253回（2019年8月第1週放送）
  - 第315回（2020年10月第2週放送）
  - 第317回（2020年10月第4週放送）

### ダンス
- FOuR Dancers vol.82
- FOuR Dancers vol.93
- FOuR Dancers vol.106

### モデル
- mineo 公式 instagram「インスタ映え研究会」＃本日はスマホ記念日

### 雑誌
- 装苑 2021年5月号（2021.3.27発売）

## 受賞歴
- 第1回 香港国際中国器楽コンクール 海外琵琶部門銀賞
- 第11回 中国音楽コンクール 3位
- 第12回 中国音楽コンクール 銀賞・兵庫県知事賞
- 第12回 大阪国際音楽コンクール 民俗楽器部第2位
- 講談社主催 ミスiD2020 SPOTTED賞